# De blommande persikoträdens ed
De blommande persikoträdens ed (桃園三結義) var en ed i den historiska romanen Sagan om de tre kungarikena, under vilken de tre krigarna Liu Bei, Guan Yu och Zhang Fei blev svurna bröder i en ceremoni bland blommande persikoträd. Det ursprungliga målet med De blommande persikoträdens ed var att skydda Handynastin från de gula turbanerna. Denna handling sammanlänkade de tre nyckelpersonerna ur det kommande kungadömet Shu Han i Kina och anspelar oftast på en symbol för broderlig lojalitet. Inget i historiska källor säger att detta inträffade, även om de tre männen noterades stå varandra nära till den grad att de delade samma säng.